# Campionati del mondo di ciclismo su strada 2018 - Cronometro maschile Under-23
La cronometro maschile Under-23 dei Campionati del mondo di ciclismo su strada 2018 è stata corsa il 24 settembre in Austria, con partenza da Wattens ed arrivo ad Innsbruck, su un percorso totale di 27,7 km. Il danese Mikkel Bjerg ha vinto la gara confermando il successo dello scorso anno con il tempo di 32'31"05, alla media di 51,111 km/h, argento al belga Brent Van Moer e a completare il podio l'altro danese Mathias Norsgaard.

## Classifica (Top 10)
| Pos. | Corridore         | Squadra       | Tempo     |
| ---- | ----------------- | ------------- | --------- |
| 1    | Mikkel Bjerg      | Danimarca     | 47'06"48  |
| 2    | Brent Van Moer    | Belgio        | a 33"47   |
| 3    | Mathias Norsgaard | Danimarca     | a 38"30   |
| 4    | Edoardo Affini    | Italia        | a 44"48   |
| 5    | Ethan Hayter      | Gran Bretagna | a 45"65   |
| 6    | Tobias Foss       | Norvegia      | a 50"60   |
| 7    | Brandon McNulty   | Stati Uniti   | a 52"79   |
| 8    | Stefan de Bod     | Sud Africa    | a 59"43   |
| 9    | Matteo Sobrero    | Italia        | a 1'01"39 |
| 10   | Callum Scotson    | Australia     | a 1'01"52 |